# ピョン・ヒス
ピョン・ヒス（朝: 변희수、1998年6月11日 - 2021年2月27日）は、韓国のトランス女性の軍人。大韓民国陸軍の下士として入隊以後、戦車操縦士として服務中にタイへの医療目的の海外旅行を許可され、大韓民国国軍としては初めて最初の性別適合手術を受けて、これと関連して陰茎と睾丸の喪失により2020年1月23日に強制除隊した。しかし、これによる訴訟で勝訴し、満期除隊に訂正された。
訴訟が行われていた2021年2月28日、本来の除隊日を迎えた。だが、同年2月27日を最後に連絡が途絶えた後、3月3日、忠清北道清州市の自宅で死亡したまま発見された。遺体は火葬され、清州市にある清州市木蓮公園(ko:청주시목련공원、チョンジュシモクリョンゴンウォン、チョンジュしもくれんこうえん)に安置された。

## 生涯

### 出生から軍人になるまで
1998年6月11日、忠清北道清州市で生まれた。小さいときから軍人になりたくて、全羅南道長城郡にある三渓高等学校(ko:삼계고등학교、サムゲこうとうがっこう、さんけいこうとうがっこう)へ進学した。その高等学校は韓国最初の下士官と関連する高等学校だ。その高等学校を卒業年の2016年に入隊、陸軍下士官学校と陸海機械化学校の軍事教育課程を修了、2017年に下士に任官された。

### 服務、性別適合手術と強制除隊
下士に任官されて服務することになり、戦車操縦士として服務した。だが、性同一性に混乱を感じ、精神科での診療と心理相談を受けたという。
タイのバンコクにあるラートブーラナ病院(Raj Burana Hospital)で性別適合手術を受けた後、韓国へ帰国をした。韓国への帰国後、これと関連して陰茎と睾丸の喪失により2020年1月23日に強制除隊した。この根拠は韓国の軍人事法施行規則による心身障害等級の心身障害3級によるものだ。